# 習遠平
習 遠平（しゅう えんぺい、シー・ユェンピン、1956年11月 - ）は、中華人民共和国の人物。国際節能環保（省エネ環境保護）協会の会長。
父は元国務院副総理の習仲勲、兄は中国共産党中央委員会総書記の習近平。

## 人物
北京生まれ、祖籍は陝西省富平県、洛陽外国語学院卒業。
1997年以前に香港に移民、オーストラリアの永住権を所持。

## 略歴
- 国際節能環保協会 - 会長

## 家族
- 父 習仲勲 - 元国務院副総理
  - 姉 斉橋橋 - 北京中民信房地産開発有限公司の董事長（会長）
  - 姉 斉安安 - 哈德森清潔能源投資基金(Hudson Clean Energy) 中国支社副代表
  - 兄 習近平 - 中国共産党中央委員会総書記
- 妻 張瀾瀾 - 重慶市出身の元女優・歌手